# Héctor Ártico
Héctor Oscar Ártico (Colonia Caroya, Córdoba; 24 de abril de 1949) es un exfutbolista argentino. Jugaba como mediocampista central, aunque también podía desempeñarse como marcador central. Su primer equipo fue Talleres de Córdoba y su último club antes de retirarse fue Defensores Unidos.
Es recordado por la campaña que hizo con River Plate en el Campeonato Metropolitano 1975, en la que se consagró como titular indiscutido y conquistó el torneo con su equipo.

## Trayectoria

### Talleres
Proveniente de El Porvenir de Colonia Caroya, su arribo se dio para la temporada de 1969. Como sucedía con prácticamente todos los jugadores que llegaban del interior, Héctor Ártico lo hizo en carácter de prueba. Tras destacarse en los entrenamientos, el técnico Hipólito Toledo lo puso de titular en el equipo que enfrentó a General Paz Juniors (victoria por 2 a 1) en el tercer cotejo preparatorio del año. En aquella jornada, el jugador fue expulsado a los 15 minutos del complemento e inmediatamente después el partido se suspendió por lluvia. De las seis temporadas en las que el jugador fue parte del club, la de 1974 fue la más destacada. En el equipo conducido por Ángel Labruna solo faltó a dos de los 53 partidos oficiales del año y con sus actuaciones se convirtió en un pilar de la defensa. Tras disputar 139 encuentros oficiales (desde 1969 a 1974) y una gran campaña en el último torneo Nacional, Ángel Labruna lo llevó junto a Pablo Comelles a River Plate en donde fue gran figura del equipo que se consagró en 1975.
Garantía en el fondo, el Gringo hizo sus primeras armas en la primera de Talleres a los 19 años, pero no comenzó jugando en el puesto en el que se consagró. Hasta la llegada de Miguel Ponce en 1973 alternó todas las posiciones de la defensa, el mediocampo y hasta la delantera. Comenzó jugando en el ataque hasta que de a poco fue encontrando su lugar y explotó con el gran equipo que armó Amadeo Nuccetelli para el año 1974, temporada en donde jugó 51 partidos compartiendo la zaga con Luis Adolfo Galván.
En 1982 el segundo ciclo de Labruna como director técnico marcó el regreso de Ártico para volver a convertirse en pilar del equipo. Aquel Talleres fue protagonista del campeonato Nacional en donde avanzó hasta las semifinales del torneo. “El Gringo“ jugó todos los partidos del torneo y tras 13 encuentros más en el Metropolitano puso fin a su carrera en el Club para emigrar a Tigre de Victoria.

### River Plate

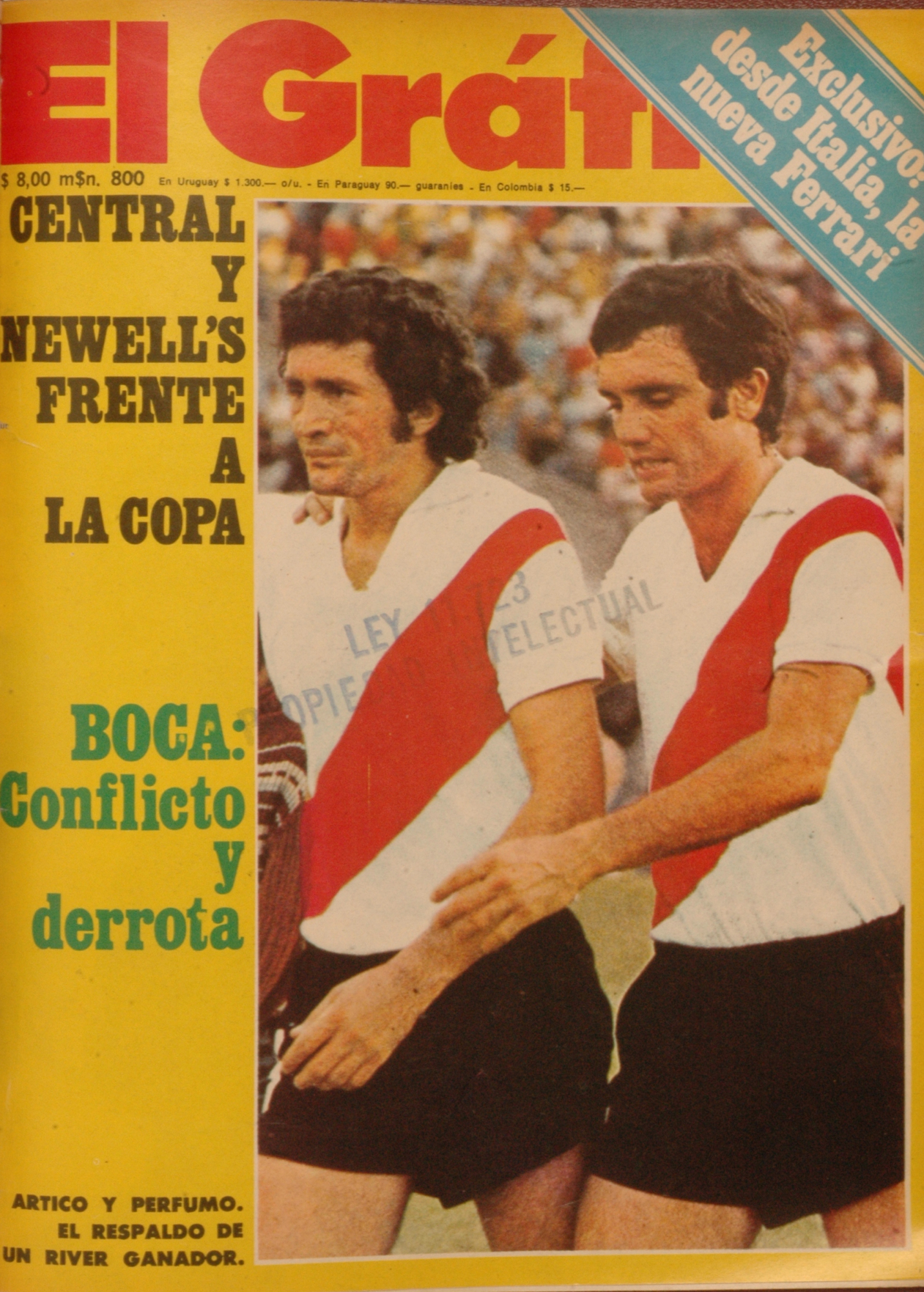
Ártico junto a Perfumo en la tapa de El Gráfico

Lo trajo Ángel Labruna en 1975. Héctor Ártico era todo lo contrario a una figura carismática, pero su nobleza, voluntad y entrega fueron claves para apuntalar el camino al éxito en la campaña de 1975. Tenía 25 años cuando pisó por primera vez el Estadio Monumental. Ya el Feo lo había apalabrado acerca de lo que significaba jugar para River y del peso de la patriada que estaban por encarar: devolverle al Millonario las vueltas olímpicas. No era un extraño. Se había presentado en sociedad unos meses antes cuando con un golpe de cabeza había provocado el empate de su Talleres ante River en la cancha de Racing. En su debut River peloteó a Estudiantes sin poder romper el cero y El Gráfico calificó su actuación con 10 puntos.
Ártico era arrojado y expeditivo. Jugaba al extremo de sus capacidades físicas y dejaba en la cancha la piel. Raspaba. Aplicaba con rigor la generosidad de su musculatura. Imponía respeto. Tenía apetito ofensivo, agarraba la lanza y se sumaba al ataque sin miedo, cosa que en ese equipo era condición sine qua non.
Formó con Roberto Perfumo la zaga central del equipo campeón del Metropolitano del 75. Quedó en la historia. En el Nacional de ese año una lesión lo obligó a alternar con Hugo Pena y Daniel Passarella, hasta que el nivel del “Kaiser” despejó todas las dudas sobre quien debía portar la 6 titular.
Igual, Ártico siguió sumando para el equipo desde el silencio, la humildad y el trabajo. Hizo banco en el 76 y vio como se escapaban dos finales: ante Cruzeiro en Santiago y ante Boca en Avellaneda. En el 77, Passarella comenzó a viajar con la Selección preparándose para la Copa Mundial de Fútbol de 1978, y fue el Gringo quién ocupó su lugar.
Jugó su último partido la tarde del 11 de diciembre del 1977 en la cancha de Huracán, ante Gimnasia de Jujuy. A fin de temporada lo vendieron a Vélez Sarsfield. Más tarde jugaría en Talleres de Córdoba (una tercera vez), Unión de Santa Fe y Tigre.

## Clubes
| Club                    | País      | Año       | PJ  | G  |
| ----------------------- | --------- | --------- | --- | -- |
| Talleres (C)            | Argentina | 1970      | 6   | 0  |
| Belgrano de Córdoba     | Argentina | 1971      | 4   | 0  |
| Talleres (C)            | Argentina | 1972-1974 | 49  | 4  |
| River Plate             | Argentina | 1975-1977 | 105 | 4  |
| Vélez Sarsfield         | Argentina | 1978      | 45  | 6  |
| Estudiantes de La Plata | Argentina | 1979-1980 | 31  | 1  |
| Unión (SF)              | Argentina | 1981      | 26  | 0  |
| Talleres (C)            | Argentina | 1982      | 13  | 0  |
| Tigre                   | Argentina | 1983-1985 | 105 | 5  |
| Defensores Unidos       | Argentina | 1986      | 18  | 0  |
| Total                   | Total     | Total     | 388 | 20 |

## Palmarés
| Título           | Club        | País      | Año    |
| ---------------- | ----------- | --------- | ------ |
| Primera División | River Plate | Argentina | M-1975 |
| Primera División | River Plate | Argentina | N-1975 |
| Primera División | River Plate | Argentina | M-1977 |